# Thermen der Colonia Ulpia Traiana

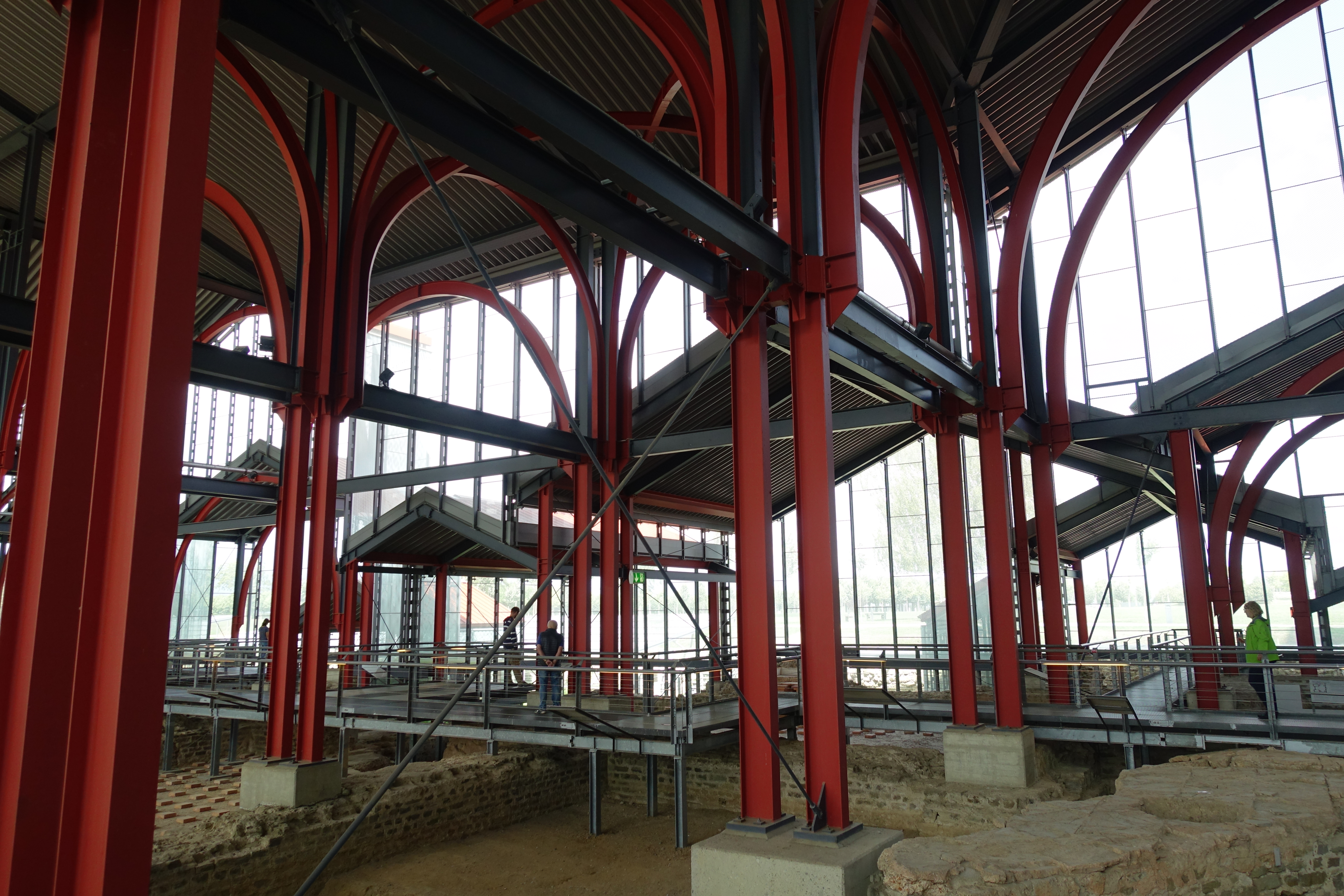
Ausgrabungen der großen Thermen mit Schutzbau

Bisher wurden in Xanten auf dem Gelände der Colonia Ulpia Traiana zwei Thermen nachgewiesen: die großen öffentlichen Thermen im Westen der Stadt auf der Insula 10 und die Herbergsthermen im Nordosten auf Insula 38. Die Forscher halten es für nicht unwahrscheinlich, dass es weitere private Thermen gab, diese konnten aber bisher noch nicht nachgewiesen werden.

## Die öffentlichen Thermen
Die großen öffentlichen Thermen der Colonia Ulpia Traiana bildeten das Herzstück einer großflächigen Anlage in der Nähe des römischen Stadtzentrums. Mit einer Fläche von rund 11.500 m² nahmen sie die gesamte Insula 10 ein und waren mit einem Innenhof verbunden, um den sich Säulengänge mit Ladenzeilen, Latrinen, ein Wasserturm und eine Eingangshalle gruppierten. Sie waren Treffpunkt und Zentrum des sozialen Lebens der Stadt. Die Bäder selbst bestanden aus großzügig ausgestatteten Räumen, die Böden und Wände mit Marmor verkleidet, die Außenfassade und die Säulen kunstvoll ausgestaltet.

### Grabungsgeschichte und Schutzbau

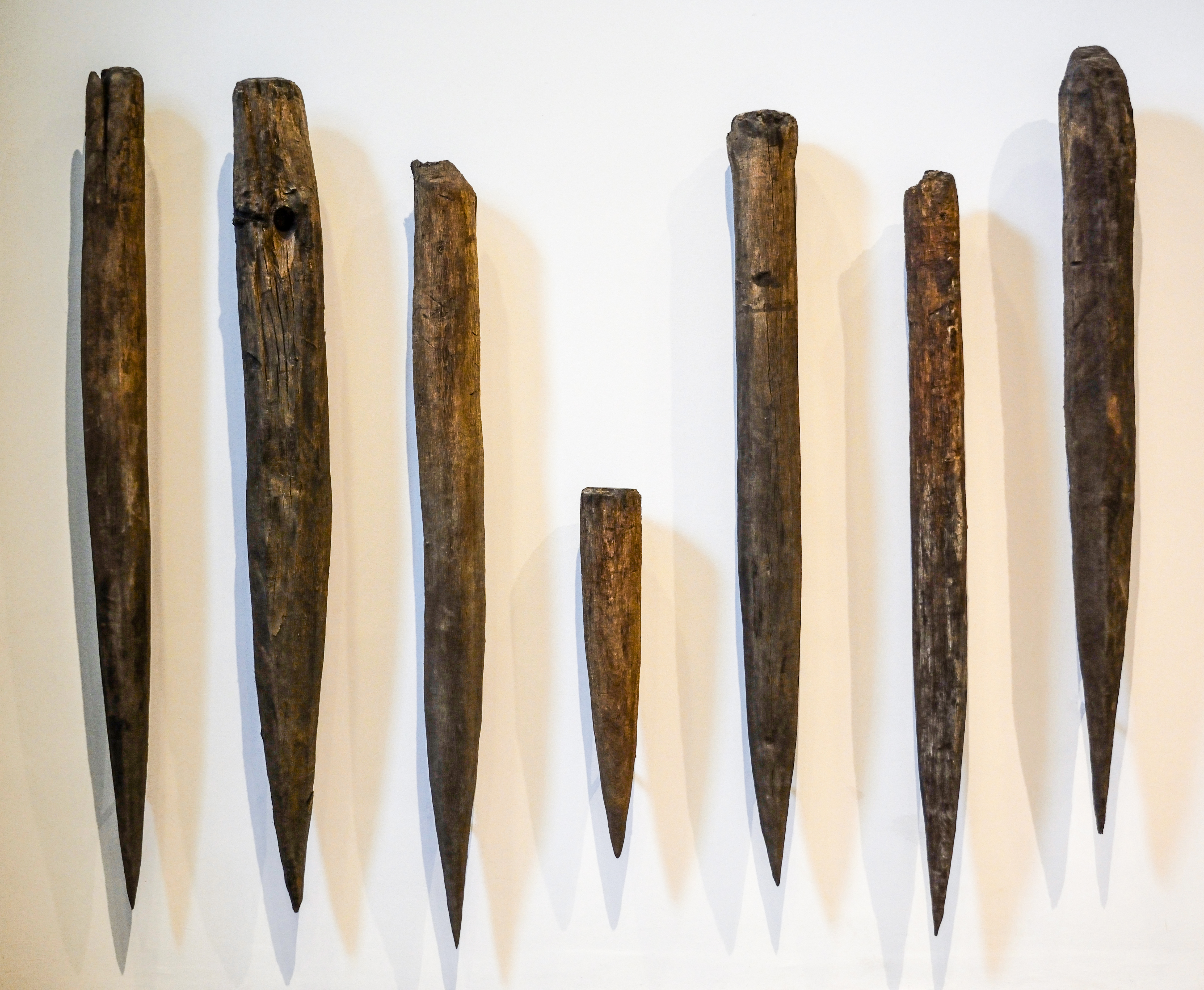
Aufgefundene Gründungspfähle für das Fundament der Thermen

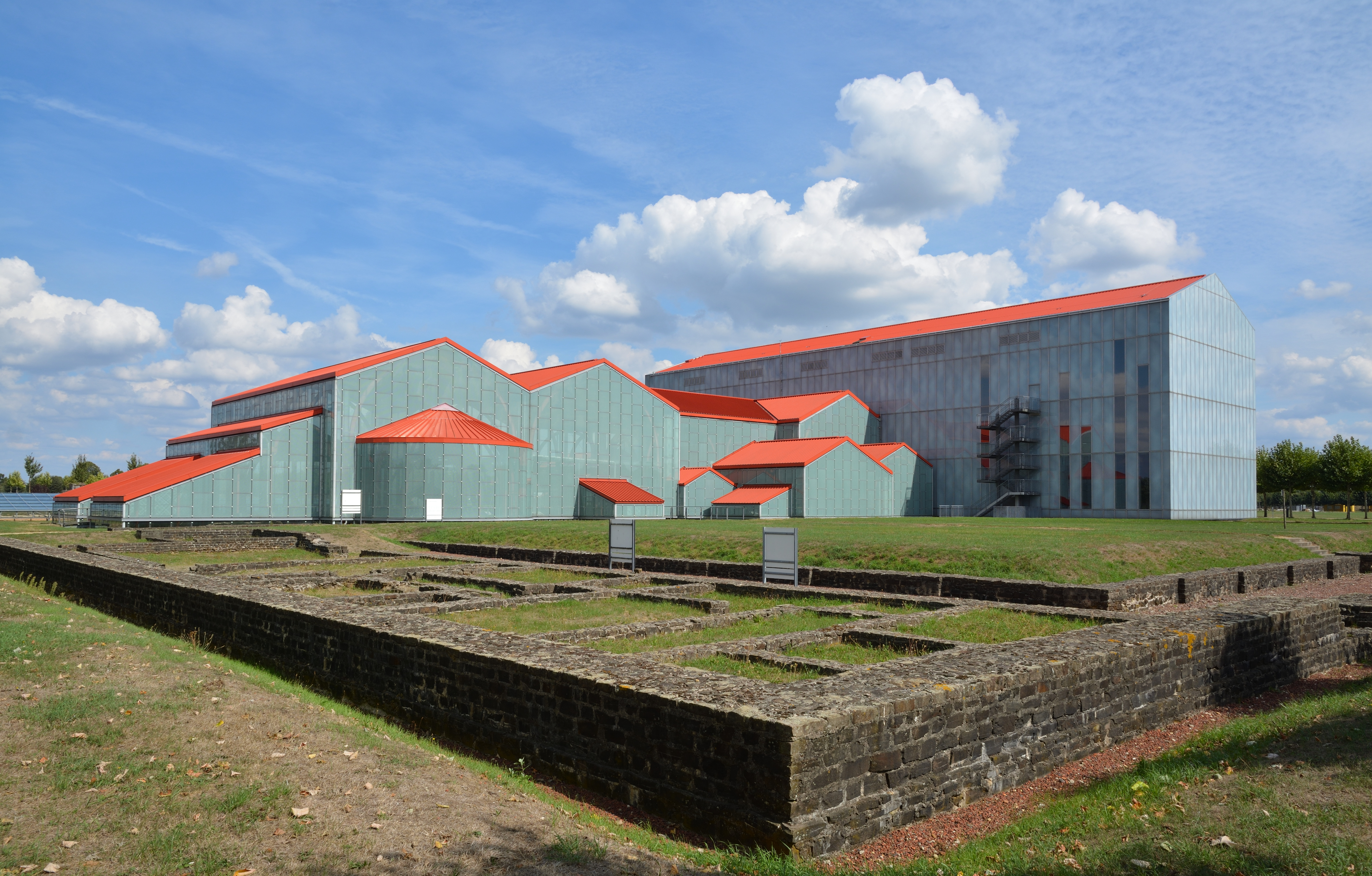
Schutzbau Thermen 2018

Zu ersten Ausgrabungen im Bereich der Thermen kam es in den Jahren 1880 bis 1882, bei denen Mauerzüge eines Gebäudes freigelegt wurden. Erst 1928 wurde die frühere Funktion als Badegebäude durch den Archäologen Paul Steiner anhand der Fundauswertung erkannt. 1957 setzten sich die archäologischen Untersuchungen der Thermen durch Notgrabungen fort. Anschließend wurde die Fundstelle mit einer Beton-Fertigteile-Fabrik überbaut. Nach der Gründung des Archäologischen Parks Xanten und dem Abriss der Fabrik wurden die Thermen freigelegt, untersucht und konserviert. 1999 wurde über den erhaltenen Grundmauern ein Schutzbau aus Glas und Stahl errichtet. Dieser versucht die antike Form des Gebäudes nachzubilden und erlebbar zu machen. Von 1999 bis 2006 fanden weitere Grabungen statt. Seit 2008 befindet sich dort das RömerMuseum, von dem aus durch eine zweite Ebene die Ausgrabungen der Thermen der Öffentlichkeit zugänglich gemacht wurden.

### Aufbau der Thermen
Von der Basilica Thermarum gelangte man durch drei Portale in den eigentlichen Badebereich: Beginnend mit dem Frigidarium (dem Kaltbadbereich), folgte das Tepidarium (der Laubadbereich) und dann das Caldarium (der Heißbadbereich). Erkennbar sind im Bereich des Frigidariums die Mauern von zwei etwa 40 m² großen Kaltbadebecken rechts und links der Halle, Reste eines Fußbodens, der ehemals mit schwarz-weißen Steinplatten belegt war, der Zugang zum kleinen Sudatorium (Schwitzbad) sowie der Abfluss zu den Latrinen. Im Übergang zum mittleren Bereich des Tepidariums befinden sich rechts und links zwei 90 m² große Schwitzbäder, im Laubadbereich selbst sind die Reste der Warmbadebecken mit den Feuerstellen der Heizluftheizung zu sehen.
Das 350 m² großen Caldarium bestand aus einem großen Mittelraum mit zwei seitlichen Apsiden, weiteren Feuerstellen, dem Rauchabzug sowie der Trennwand im Hypocaustum (Fußbodenheizung).
Insgesamt konnten neun Öfen nachgewiesen werden, die teilweise der Wassererwärmung, teilweise der Erwärmung der Luft im Bereich der Sudatorien dienten. Etwa die Hälfte der Fläche der Öfen diente als Arbeitsraum der Heizer sowie der kurzfristigen Lagerung von Brennmaterial. Die Öfen waren mit feuerfestem vulkanischen Gestein ummantelt und an der Front vermutlich mit einer Metallplatte versehen. Die Böden der Öfen bestanden aus feuerfesten Ziegelplatten, die in den eigenen Legionsziegeleien hergestellt wurden.
An  der Südwestseite schloss sich die fast gleich große Fläche der Palaestra an, die von drei Seiten von einem Säulengang eingerahmt war. Die großzügige freie Fläche diente der sportlichen Betätigung wie auch der sozialen Kommunikation. An der vierten, nordöstlichen Seite wird eine eingeschossige Schmuckfassade vermutet, an der Westseite befand sich ein weiteres Gebäude, bei dem Hinweise auf ärztliche Tätigkeiten (chirurgische Instrumente) geborgen wurden.
An der nördlichen Ecke der Insula befand sich ein Wasserturm zur Speicherung des für den Betrieb der Thermen benötigten Frischwassers. Berechnungen anhand der Beckeninhalte in den Thermen führen zu der Schätzung, dass 244 Kubikmeter Wasser allein zur Befüllung aller Badebecken benötigt wurden. Hinzu kam der Wasserverbrauch für die Befüllung von Wannen, den Fließwasserbrunnen, den Frischwasserrinnen der Latrinen und möglichen Brunnen und Wasserspielen.

## Die Herbergsthermen
Die mit 415 m² deutlich kleineren Thermen der römischen Herberge befanden sich auf der Insula 38 im Nordosten der Stadt. Größe und Lage lassen vermuten, dass sie für die Übernachtungsgäste der Mansio gedacht waren.

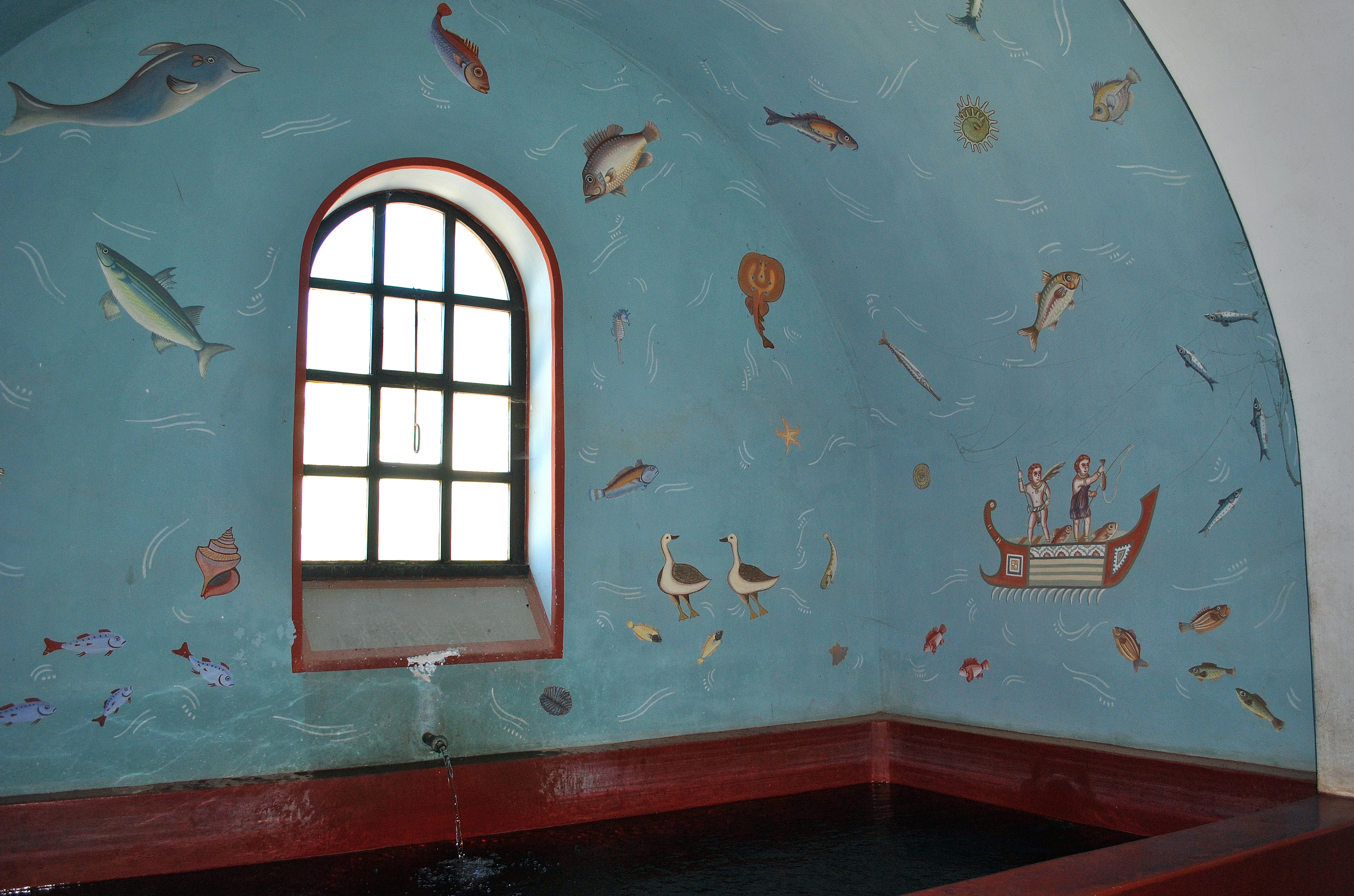
Rekonstruktion Frigidarium Piscina der Herbergsthermen

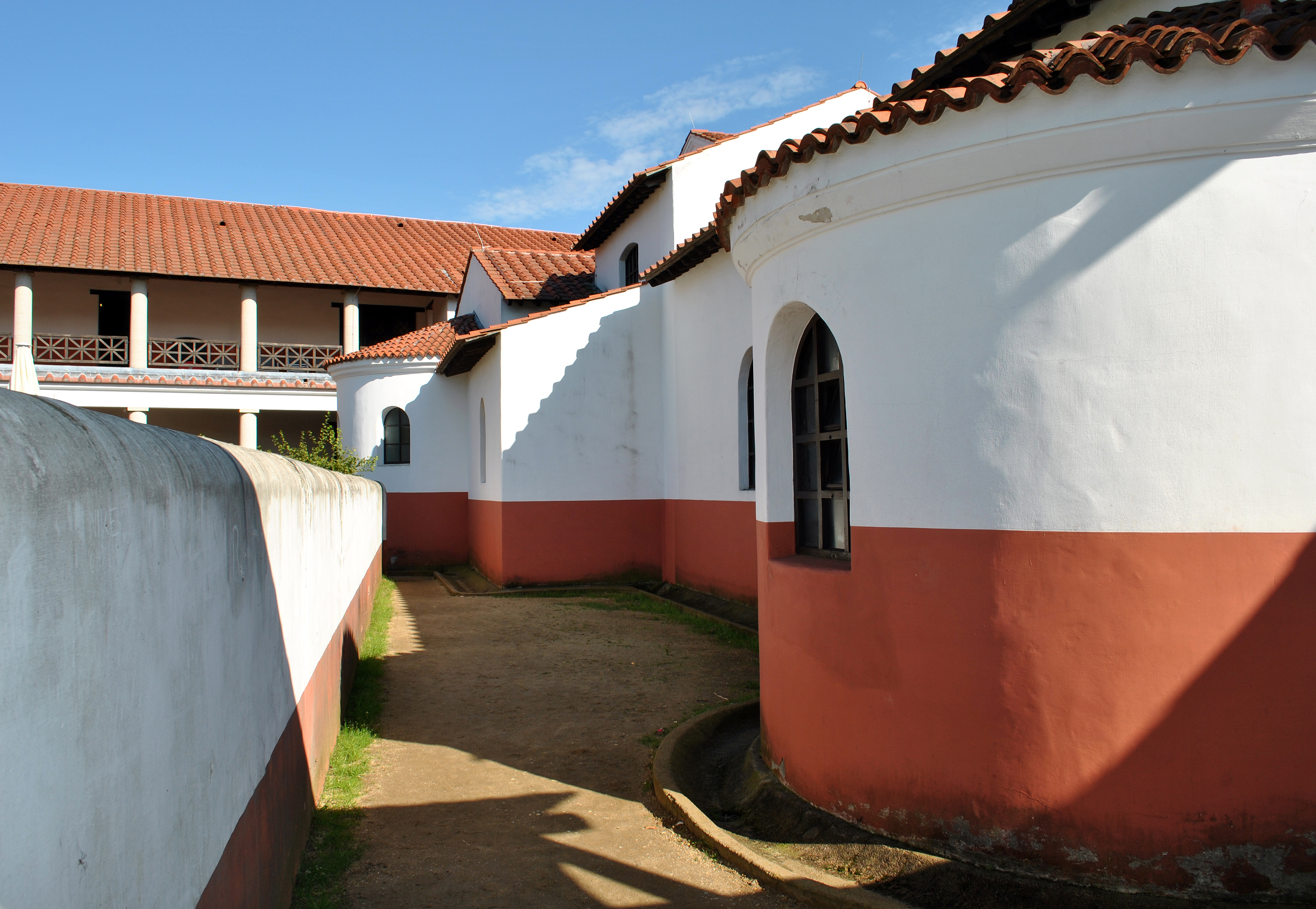
Rekonstruktion der Herbergsthermen

### Grabungsgeschichte und Rekonstruktion
Die Herbergsthermen wurden zwischen 1979 und 1983 ausgegraben und zwischen 1987 und 1989 wissenschaftlich ausgewertet. Bei den Ausgrabungen konnten über älteren Holzbauphasen des 1. Jahrhunderts n. Chr. insgesamt drei Steinbauperioden nachgewiesen werden, die dann 135 n. Chr. mit der Thermenanlage überbaut wurden. Nachweisbar ist auch, dass die Anlage im 2. Jahrhundert n. Chr. noch einmal umgebaut und verkleinert wurde.
Die Herbergsthermen wurden vollständig restauriert und 1989 der Öffentlichkeit zugänglich gemacht. Die Anlage wurde so rekonstruiert, dass sie versuchsweise wie in der Antike befeuert werden kann. Ein einziges Holzfeuer erwärmt sowohl das Badewasser in einem großen Heizkessel als auch die Luft, die sich unter den Fußböden der Baderäume verteilt und entlang der Wandziegel nach oben zieht. Der „originalgetreue“ Betrieb zeigt für die Forschung aufschlussreiche Details der Befeuerung und Wärmeführung in einer solchen Anlage wie auch Probleme im Hinblick auf die Auswirkungen der Feuchtigkeit für die verwendeten Baumaterialien.

### Aufbau der Thermen
Die Anlage bestand aus einem langgestreckten Badetrakt mit einem Frigidarium und dem Warmbadebereich mit Heizraum und Praefurnium. Der Warmbadebereich war vermutlich in Tepidarium und Caldarium untergliedert. Seitlich befanden sich das Kaltbadebecken und ein Apodyterion (Umkleidebereich) wie auch eine halbrunde Apsis. Ein Brunnen versorgt die Anlage mit Frischwasser, ein Abwasserkanal führte das Schmutzwasser ab.
Anhand der Funde lässt sich nachweisen, dass die Anlage im letzten Viertel des zweiten Jahrhunderts n. Chr. umfassend umgebaut und dabei erheblich verkleinert wurde. Im zweiten Viertel des 3. Jahrhunderts wurde sie dann gänzlich aufgegeben und planiert. Die Gründe für den Umbau und die Aufgabe gelten als nicht bekannt.